# Чемпіонат Європи з біатлону 2016
Відкритий чемпіонат Європи з біатлону 2016 року (англ. IBU European Championships 2016) пройшов з 24 по 28 лютого 2016 року в Тюмені, Росія .
У чемпіонаті взяли участь дорослі спортсмени (вікові обмеження для учасників чемпіонату Європи з біатлону відмінені). Чемпіонат Європи з біатлону серед юніорів починаючи з сезону 2015/2016 проводиться окремо.
Всього було розіграно 8 комплектів медалей з таких дисциплін: чоловічих та жіночих спринтів та гонок переслідування, мас-стартів та класичної та одиночної змішаних естафет.

## Розклад
Розклад гонок наведено нижче.
| Дата      | Час       | Гонка                                     |
| --------- | --------- | ----------------------------------------- |
| 24 лютого | 11:00 CET | Одиночна змішана естафета                 |
| 24 лютого | 14:00 CET | Змішана естафета 2x6+2x7,5 км             |
| 25 лютого | 11:00 CET | Жінки, спринт на 7,5 км                   |
| 25 лютого | 14:00 CET | Чоловіки, спринт на 12,5 км               |
| 27 лютого | 11:00 CET | Жінки, гонка переслідування на 10 км      |
| 27 лютого | 14:00 CET | Чоловіки, гонка переслідування на 12.5 км |
| 28 лютого | 11:00 CET | Жінки, мас-старт на 12,5 км               |
| 28 лютого | 14:00 CET | Чоловіки, мас-старт на 15 км              |

## Медальний залік
Станом на 25 лютого 2016:
| Місце | Країна     |   |   |   | Всього |
| ----- | ---------- | - | - | - | ------ |
| 1     | Росія      | 3 | 0 | 1 | 4      |
| 2     | Німеччина  | 1 | 2 | 1 | 4      |
| 3     | Норвегія   | 0 | 1 | 2 | 3      |
| 4     | Словаччина | 0 | 1 | 0 | 1      |
| 5     |            |   |   |   |        |

## Результати гонок чемпіонату

### Змішані естафети
| Гонка: | Золото:                                                                | Час                                                       | Срібло:                                                             | Час                                                  | Бронза:                                                                                          | Час                                                     |
| Одиночна змішана естафета Протокол [Архівовано 26 лютого 2016 у Wayback Machine.], Протокол [Архівовано 26 лютого 2016 у Wayback Machine.] | Росія Вікторія Сливко Антон Бабіков Вікторія Сливко Антон Бабіков      | 36:59.0 (0+0) (0+0) (0+2) (0+2)                           | Німеччина Луізе Куммер Маттіас Дорфер Луізе Куммер Маттіас Дорфер   | +37.9 (0+2) (0+1) (0+1) (0+1) (0+1) (0+0)            | Норвегія Інгрід Тандреволд Ветле-Сьястад Крістіансен Інгрід Тандреволд Ветле-Сьястад Крістіансен | +52.7 (0+0) (0+2) (0+0) (0+1) (0+0) (0+2) (0+0) (0+1)   |
| Змішана естефета 2x6 км + 2x7,5 км Протокол [Архівовано 26 лютого 2016 у Wayback Machine.]                                                 | Росія Анастасія Загоруйко Ольга Якушова Матвій Єлісеєв Євген Гаранічев | 1:10:56.3 (0+2) (1+3) (0+0) (0+0) (0+2) (0+0) (0+1) (0+1) | Словаччина Пауліна Фіалкова Яна Герекова Матей Казар Мартін Отченаш | +0.1 (0+1) (0+1) (0+1) (0+0) (0+0) (0+0) (0+1) (0+1) | Норвегія Сігрід Більстад Нерасен Бенте Ландхейм Генрік л'Абе-Лунд Хавард Богетвейт               | +1:04.1 (0+0) (0+0) (0+1) (0+2) (0+3) (0+3) (0+1) (0+2) |

### Чоловіки
| Гонка:                                                                         | Золото:                | Час               | Срібло:                    | Час            | Бронза:                 | Час             |
| Спринт 10 км Протокол [Архівовано 26 лютого 2016 у Wayback Machine.]           | Євген Гаранічев Росія  | 23:40.3 (0+1)     | Генрік л'Абе-Лунд Норвегія | +5.2 (0+0)     | Антон Бабіков Росія     | +9.7 (0+0)      |
| Переслідування 12,5 км Протокол [Архівовано 26 лютого 2016 у Wayback Machine.] | Антон Бабіков Росія    | 30:01.5 (0+0+0+1) | Євген Гаранічев Росія      | +0.1 (0+0+0+1) | Флоріан Граф Німеччина  | +46.0 (1+0+1+0) |
| Мас-старт 15 км Протокол [Архівовано 26 лютого 2016 у Wayback Machine.]        | Флоріан Граф Німеччина | 38:20.5 (0+1+0+0) | Ярослав Соукуп Чехія       | +4.1 (0+1+0+0) | Владімір Ілієв Болгарія | +8.5 (0+1+1+0)  |

### Жінки
| Гонка:                                                                       | Золото:                 | Час               | Срібло:                     | Час            | Бронза:                     | Час             |
| Спринт 7,5 км Протокол [Архівовано 26 лютого 2016 у Wayback Machine.]        | Надін Горхлер Німеччина | 21:53.0 (0+1)     | Каролін Горхлер Німеччина   | +12.7 (0+0)    | Анніка Кнолль Німеччина     | +28.5 (0+0)     |
| Переслідування 10 км Протокол [Архівовано 26 лютого 2016 у Wayback Machine.] | Надія Скардіно Білорусь | 30:01.7 (0+0+0+2) | Каролін Горхлер Німеччина   | +7.4 (1+0+1+0) | Інгрід Таннревольд Норвегія | +14.1 (0+1+2+0) |
| Мас-старт 12,5 км Протокол [Архівовано 26 лютого 2016 у Wayback Machine.]    | Луізе Куммер Німеччина  | 36:05.1 (1+0+0+1) | Пауліна Фіалкова Словаччина | +8.0 (2+0+1+0) | Інгрід Таннревольд Норвегія | +11.3 (1+0+2+1) |